# Lalbarède
Lalbarède è un comune francese soppresso di 264 abitanti situato nel dipartimento del Tarn nella regione del Midi-Pirenei.
Il 29 giugno 2007 si è fuso con il comune di Guitalens per formare il nuovo comune di Guitalens-L'Albarède.

## Storia

### Simboli
Lo stemma del comune è raffigurato nell'Armorial Général de France del 1696.

## Società

### Evoluzione demografica
Abitanti censiti